# (2766) Leeuwenhoek
(2766) Leeuwenhoek es un asteroide perteneciente al cinturón de asteroides descubierto por Zdeňka Vávrová desde el Observatorio Kleť, cerca de České Budějovice, República Checa, el 23 de marzo de 1982.

## Designación y nombre
Leeuwenhoek se designó al principio como 1982 FE1.
Más adelante, en 1990, fue nombrado en honor del científico neerlandés Anton van Leeuwenhoek (1632-1723).

## Características orbitales
Leeuwenhoek está situado a una distancia media de 2,546 ua del Sol, pudiendo acercarse hasta 2,081 ua y alejarse hasta 3,011 ua. Su excentricidad es 0,1826 y la inclinación orbital 6,542 grados. Emplea en completar una órbita alrededor del Sol 1484 días.

## Características físicas
La magnitud absoluta de Leeuwenhoek es 12,7.